# 河北水库列表
至2007年，中国河北省共有大型水库23座，按库容量依次为官厅水库、潘家口水库、岗南水库、王快水库、岳城水库、黄壁庄水库、西大洋水库、桃林口水库、陡河水库、朱庄水库、洋河水库、大黑汀水库、安格庄水库、横山岭水库、 邱庄水库、庙宫水库、临城水库、东武仕水库、龙门水库、友谊水库、口头水库、云州水库、大浪淀水库。 规划新建9座大型水库：双峰寺水库、青山水库、竹山水库、土门水库、李思庄水库、紫荆关水库、乌拉哈达水库、大坝沟门水库、贾家庄水库。
根据中华人民共和国水利部发布的《中国水库名称代码》（中华人民共和国行业标准SL259-2000）将河北省所有大型水库及中型水库列表如下：

## 大型水库
| 名称       | 水系             | 总库容 亿立方米 | 位置                 | 备注       |
| ---------- | ---------------- | --------------- | -------------------- | ---------- |
| 潘家口水库 | 滦河             | 29.30           | 迁西县桃园乡         |            |
| 岗南水库   | 滹沱河           | 15.71           | 平山县岗南镇         |            |
| 王快水库   | 大清河           | 13.89           | 曲阳县党城乡         |            |
| 黄壁庄水库 | 子牙河           | 12.10           | 鹿泉市黄壁庄         |            |
| 岳城水库   | 漳河             | 13.00           | 磁县岳城镇           |            |
| 西大洋水库 | 大清河           | 11.37           | 唐县雹水乡           |            |
| 桃林口水库 | 滦河             | 8.59            | 青龙满族自治县三道河 |            |
| 陡河水库   | 陡河             | 5.15            | 唐山市开平区         |            |
| 朱庄水库   | 滏阳河           | 4.16            | 沙河市孔庄乡         |            |
| 洋河水库   | 洋河             | 3.86            | 抚宁县抚宁镇         |            |
| 大黑汀水库 | 滦河             | 3.37            | 迁西县               |            |
| 安各庄水库 | 易水             | 3.09            | 易县大龙华乡         | 安格庄水库 |
| 横山岭水库 | 大清河           | 2.43            | 灵寿县岔头镇         |            |
| 邱庄水库   | 还乡河           | 2.04            | 唐山市丰润区左家坞   |            |
| 庙宫水库   | 滦河             | 1.83            | 围场县四道沟         |            |
| 临城水库   | 子牙河           | 1.71            | 临城县西竖乡         |            |
| 东武仕水库 | 子牙河系滏阳河   | 1.62            | 磁县路村营乡         |            |
| 龙门水库   | 漕河             | 1.27            | 满城县龙门乡         |            |
| 友谊水库   | 永定河水系东洋河 | 1.16            | 尚义县小蒜沟         |            |
| 口头水库   | 大清河系郜河     | 1.06            | 行唐县口头镇         |            |
| 云州水库   | 潮白河水系白河   | 1.02            | 赤城县云州乡         |            |
| 大浪淀水库 | 南运河           | 1.00            | 南皮县大浪淀乡       |            |

## 滦河水系
- 潘家口水库 迁西县桃园乡
- 大黑汀水库  迁西县
- 房管营水库  迁西县尹庄乡
- 闪电河水库 沽源县平定堡
- 黄土梁水库 丰宁县西管营
- 窟隆山水库 滦平县铧子炉
- 庙宫水库 围场县四道沟
- 钓鱼台水库  围场县腰站乡
- 大庆水库 平泉县沙坨子
- 老虎沟水库 兴隆县安子岭
- 桃林口水库 青龙县三道河
- 水胡同水库  青龙县马圈子
- 三旗杆水库 宽城县苇子沟
- 石河水库 秦皇岛市山海关
- 洋河水库 抚宁县抚宁镇
- 陡河水库 唐山市双桥乡

## 潮白河、北运河、蓟运河水系
- 般若院水库 遵化市苏家洼
- 上关水库  遵化市马兰峪
- 邱庄水库 丰润县左家坞
- 云洲水库 赤城县云洲乡

## 永定河水系
- 官厅水库 怀来县官厅镇
- 响水铺水库 宣化县顾家营
- 友谊水库 尚义县小蒜沟
- 西洋河水库 怀安县渡口堡
- 壶流河水库 蔚县暖泉镇

## 大清河水系
- 旺隆水库 易县梁各庄镇
- 马头水库  易县流井乡
- 安各庄水库  易县大龙华乡
- 累子水库 涞水县永阳镇
- 瀑河水库 徐水县瀑河乡
- 龙门水库 满城县龙门乡
- 西大洋水库 唐县雹水乡
- 龙潭水库 顺平县神南乡
- 王快水库 曲阳县党城乡
- 红领巾水库 行唐县玉亭乡
- 口头水库  行唐县口头镇
- 横山岭水库 灵寿县岔头镇
- 燕川水库  灵寿县燕川乡

## 子牙河水系
- 岗南水库 平山县岗南镇
- 黄壁庄水库 鹿泉市黄壁庄
- 石板水库 平山县孟家庄
- 下观水库  平山县王坡乡
- 东武仕水库 磁县路村营乡
- 八一水库 元氏县北潴乡
- 白草坪水库 赞皇县野黄北平乡
- 南平旺水库  赞皇县阳泽乡
- 临城水库 临城县西竖乡
- 乱木水库  临城县西竖乡
- 马河水库 内邱县柳屯木
- 东石岭水库 沙河市刘石岗
- 朱庄水库  沙河市孔庄乡
- 野沟门水库 邢台县史家庄
- 口上水库 武安市活水乡
- 四里岩水库  武安市贺进乡
- 车谷水库  武安市管陶乡
- 青塔水库 涉县偏城镇

## 漳卫南运河水系
- 岳城水库 磁县岳城镇

## 黑龙港及运东地区诸河系
- 大浪淀水库 南皮县大浪淀